# Lucio Bizzini
Lucio Bizzini (ur. 18 sierpnia 1948 w Biasce) – szwajcarski piłkarz grający na pozycji środkowego obrońcy. W swojej karierze rozegrał 41 meczów w reprezentacji Szwajcarii, w których strzelił 1 gola.

## Kariera piłkarska
Swoją karierę piłkarską Bizzini rozpoczął w klubie US Giubiasco. W sezonie 1971/1972 zadebiutował w nim w rozgrywkach 1. Liga (III poziom rozgrywkowy). W 1972 roku odszedł do drugoligowego CS Chênois. W sezonie 1972/1973 wywalczył z nim awans z drugiej do pierwszej ligi. W Chênois grał do końca sezonu 1974/1975.
Latem 1975 Bizzini przeszedł do Servette FC. W sezonach 1975/1976, 1976/1977 i 1977/1978 trzykrotnie z rzędu wywalczył z nim wicemistrzostwo Szwajcarii. W sezonie 1977/1978 zdobył też Puchar Szwajcarii. Z kolei w sezonie 1978/1979 wywalczył z Servette dublet (mistrzostwo oraz puchar kraju). W sezonie 1981/1982, ostatnim w barwach Servette, został wicemistrzem Szwajcarii.
W latach 1982–1984 Bizzini był zawodnikiem Lausanne Sports, w którym zakończył swoją karierę.
| Sezon   | Klub            | Kraj       | Rozgrywki      | Mecze | Gole |
| ------- | --------------- | ---------- | -------------- | ----- | ---- |
| 1971/72 | US Giubiasco    | Szwajcaria | 1. Liga        | ?     | ?    |
| 1972/73 | CS Chênois      | Szwajcaria | Nationalliga B | 26    | 2    |
| 1973/74 | CS Chênois      | Szwajcaria | Nationalliga A | ?     | ?    |
| 1974/75 | CS Chênois      | Szwajcaria | Nationalliga A | ?     | ?    |
| 1975/76 | Servette FC     | Szwajcaria | Nationalliga A | ?     | ?    |
| 1976/77 | Servette FC     | Szwajcaria | Nationalliga A | ?     | ?    |
| 1977/78 | Servette FC     | Szwajcaria | Nationalliga A | ?     | ?    |
| 1978/79 | Servette FC     | Szwajcaria | Nationalliga A | 29    | 4    |
| 1979/80 | Servette FC     | Szwajcaria | Nationalliga A | 35    | 3    |
| 1980/81 | Servette FC     | Szwajcaria | Nationalliga A | 23    | 4    |
| 1981/82 | Servette FC     | Szwajcaria | Nationalliga A | 29    | 2    |
| 1982/83 | Lausanne Sports | Szwajcaria | Nationalliga A | 21    | 0    |
| 1983/84 | Lausanne Sports | Szwajcaria | Nationalliga A | 0     | 0    |

## Kariera reprezentacyjna
W reprezentacji Szwajcarii Bizzini zadebiutował 9 czerwca 1974 w zremisowanym 0:0 towarzyskim meczu ze Szwecją, rozegranym w Malmö. W swojej karierze grał w eliminacjach do Euro 76, do MŚ 1978 i do Euro 80. Od 1976 do 1980 roku pełnił funkcję kapitana. Od 1974 do 1980 roku rozegrał w kadrze narodowej 40 meczów, w których strzelił 1 gola.